# 趙栻
趙 栻（ちょう しょく、1111年 - 1128年）は、北宋の徽宗の第17皇子（夭逝を除いて第14皇子）。

## 経歴
美人楊氏（後に修容嬪を授けられ、また賢妃を追贈された）の子として政和元年（1111年）6月に生まれた。同母姉に順淑帝姫がいる。同年9月、広国公の位を授けられた。政和3年（1113年）正月、太保の官職を授けられた。宣和7年（1125年）2月、南康郡王を再授された。靖康元年（1126年）4月、和王を加授された。
靖康の変後、金に連行され、金の天会6年（南宋の建炎2年、1128年）に、異母兄の趙㮙に殺害された。

## 家族
- 婚約者：李舜英（1110年 - ?） -  金に連行され、完顔希尹の次婦となった。
- 妻：劉氏 - 金で結婚した。
- 女子：趙氏 - 南宋で高宗に楽平県主を授けられ、杜安石と結婚した。
- 女子：趙氏（1129年 - ?） - 遺腹児。劉氏の娘。金で王安と結婚した。

## 伝記資料
- 『靖康稗史箋證』
- 『宋会要輯稿』